# Percnostola
Percnostola là một chi chim trong họ Thamnophilidae.